# Ruprechtsberg (Velden)
Ruprechtsberg ist ein Gemeindeteil des Marktes Velden und eine Gemarkung im niederbayerischen Landkreis Landshut.
Das Kirchdorf besteht aus historischen Hofanlagen um die ehemalige Pfarr- und heutige Filialkirche St. Rupertus, deren Ursprung ins Mittelalter zurückgeht. Daneben gibt es noch einige Neubauten. Die Hofanlagen sind entlang der gewundenen Durchgangsstraße angeordnet.
Die Gemarkung Ruprechtsberg hat Teilflächen in den politischen Gemeinden Velden und Wurmsham.

## Geschichte
Bis 31. Dezember 1975 bestand die Gemeinde Ruprechtsberg im Landkreis Landshut, zuvor bis 1971 im  Landkreis Vilsbiburg. Zum 1. Januar 1976 kam der größere Teil der Gemeinde zu Velden. Die vier Orte  Eggersdorfern, Geiern, Loh und Reit kamen zur Gemeinde Pauluszell, die am 1. Mai 1978 nach Wurmsham eingegliedert wurde.

### Gemeindeteile der ehemaligen Gemeinde
| - Asching - Biedenbach - Burg - Eggersdorfern - Erzmannsdorf - Geiern - Geratsfurth - Glocksberg - Grünzing | - Gumpersberg - Hackenkam - Haid - Holzen - Kühloh - Loh - Mariaberg - Reit | - Rothenwald - Ruprechtsberg - Rundthal - Schafhausen - See - Straß - Strohhof - Walln |